# Fox (телеканал)
Fox — бывшая серия международных телеканалов, которые раньше управлялись Fox Networks Group, подразделением 21st Century Fox. Сеть была связана с Fox Broadcasting Company с момента её создания до приобретения 21st Century Fox компанией Disney в 2019 году.
В последующие годы несколько сетей Fox по всему миру были переименованы, большинство из них приняли ранее азиатский бренд Star на основе центра Star, доступного на Disney+, при этом большинство каналов были переименованы в Star Channel, каналы в Прибалтике, СНГ, Греции и Польше на бренд FX, а некоторые другие каналы прекратили вещание из-за переориентации на Disney+.

## Нынешние каналы

### Балканы
- Star Channel — сербский телеканал, запущенный 15 октября 2012 года под названием Fox[2]. 1 октября 2023 года канал был переименован в Star Channel[3].

### Бельгия (Фландрия)
- Star Channel — фламандский телеканал, запущенный 1 октября 2015 года пл названием Fox. 1 ноября 2023 года Fox был переименован в Star Channel[4]

### Болгария
- Star Channel — болгарский канал, запущенный 15 октября 2012 года под названием Fox[5] 7 июня 2023 года было объявлено, что все каналы Fox в Болгарии (включая Fox Life и Fox Crime) были переименованы в Star Channel с 1 октября[6].

### Финляндия
- Star Channel — финский канал, запущенный 18 декабря 2009 года под названием SuomiTV. 16 апреля 2012 года канал был перезапущен под названием Fox, а 6 января 2023 года переименован в Star Channel[7].

### Латинская Америка
- Star Channel — латиноамериканский канал, запущенный 14 августа 1993 года под названием Fox. Канал был переименован в Fox Channel в ноябре 2018 года, а 22 февраля 2021 года был перезапущен в Star Channel[8].

### Нидерланды
- Star Channel — голландский канал, принадлежащий Eredivisie Media & Marketing, которая на 51% принадлежит The Walt Disney Company, запущенный 19 августа 2013 года под названием Fox[9]. 1 ноября 2023 года Fox был переименован в Star Channel[4].

### Португалия
- Star Channel — португальский канал, запущенный 1 марта 2003 года под названием Fox[10]. 7 февраля 2024 года Fox был переименован в Star Channel[11][12][13].

### Испания
- Star Channel — испанский канал, который был запущен 1 июня 2001 года под названием Fox. 11 марта 2024 года Fox был переименован в Star Channel[14].

## Другие каналы с брендом Star

### Балканы
- Star Crime
- Star Life
- Star Movies

### Болгария
- Star Crime
- Star Life

### Ближний Восток и Северная Африка
- Star Channels
  - Star Action
  - Star Life
  - Star Films
  - Star Series
  - Star Movies
  - Star World

### Португалия
- Star Comedy
- Star Crime
- Star Life
- Star Movies
- Star Mundo

## Бывшие каналы

### Латинская Америка
- Star Life
- Star Premium
  - Star Hits
  - Star Series
  - Star Action
  - Star Comedy
  - Star Fun
  - Star Classics
  - Star Cinema

### Бразилия
- Star Channel
- Star Life
- Star Premium
  - Star Hits
  - Star Hits 2